# Lidatorp och Klövsta
Lidatorp och Klövsta is een plaats (tätort) in de gemeente Nynäshamn in het landschap Södermanland en de provincie Stockholms län in Zweden. De plaats heeft 340 inwoners (2010) en een oppervlakte van 34 hectare.